# 429 Lotis
Lotis (asteroide 429) é um asteroide da cintura principal com um diâmetro de 69,62 quilómetros, a 2,28555439 UA. Possui uma excentricidade de 0,12333372 e um período orbital de 1 537,54 dias (4,21 anos).
Lotis tem uma velocidade orbital média de 18,44650593 km/s e uma inclinação de 9,52731911º.
Esse asteroide foi descoberto em 23 de Novembro de 1897 por Auguste Charlois.